# 1958-as Formula–1 francia nagydíj
Az 1958-as Formula–1-es világbajnokság hatodik futama a francia nagydíj volt.

## Futam
A Reims-Gueux-ban megrendezett francia nagydíj időmérésén Mike Hawthorn indulhatott az első rajtkockából a módosított felfüggesztésű Ferrarival, csapattársa, Luigi Musso, a BRM-es Harry Schell és a szintén ferraris Peter Collins elől. A negyedik Ferrarival a német Wolfgang von Trips nem tudott mért kört autózni, így a mezőny végéről, a 21. helyről volt kénytelen nekivágni a futamnak. Ezen a versenyen állt rajthoz először Phil Hill egy privát Maseratival, valamint Carroll Shelby és az 1952-es indianapolisi 500 győztese, Troy Ruttman, akik egy-egy kölcsönvett Scuderia Centro Suddal kvalifikálták magukat.
A rajtnál Schell állt az élre, de Hawthorn hamar utolérte és megelőzte. Az amerikait ezután Mussóval kezdődően többen is megelőzték. Az olasznak, Collinsnak és Brooksnak sikerült elkerülnie a Behra, Moss, Fangio és Schell között zajló heves csatát. Az 5. körben Collins kicsúszott egy bukótérre, és azonnal visszaesett, miután valami beakadt fékpedálja alá. A 10. körben Musso épp a nagysebességű Muizon-kanyarban üldözte Hawthornt, amikor elvesztette uralmát a kormány felett, lecsúszott az útról és 240 km/órás sebességgel, több szaltózás után az árokban ért földet, miközben kiesett az autóból. A pilótát a reimsi kórházba szállították, de még aznap életét vesztette. Brooks örökölte meg a második helyet, de nem sokkal később váltóhiba miatt kiesett. Ezt követően Fangio, Moss és Behra harcolt a pozícióért, Schell pedig leszakadt a csoporttól. Boxkiállásával Fangio kikerült a csatából, de Moss és Behra tovább folytatta harcukat, míg a franciának meg nem hibásodott az üzemanyagpumpája, és így kilenc körrel a leintés előtt a verseny feladására kényszerült. A futamot Hawthorn nyerte Moss, von Trips és Fangio előtt. A 47 éves ötszörös világbajnok ezután nem indult többet Formula–1-es nagydíjon.
|    | Rsz. | Versenyző                      | Csapat        | Körök | Idő/Kiesések    | Rajthely | Pontok |
| -- | ---- | ------------------------------ | ------------- | ----- | --------------- | -------- | ------ |
| 1  | 4    | Mike Hawthorn                  | Ferrari       | 50    | 2:03'21,3       | 1        | 9      |
| 2  | 8    | Stirling Moss                  | Vanwall       | 50    | + 24,6          | 6        | 6      |
| 3  | 6    | Wolfgang von Trips             | Ferrari       | 50    | + 59,7          | 21       | 4      |
| 4  | 34   | Juan Manuel Fangio             | Maserati      | 50    | + 2'30,6        | 8        | 3      |
| 5  | 42   | Peter Collins                  | Ferrari       | 50    | + 5'24,9        | 4        | 2      |
| 6  | 22   | Jack Brabham                   | Cooper-Climax | 49    | + 1 kör         | 12       |        |
| 7  | 36   | Phil Hill                      | Maserati      | 49    | + 1 kör         | 13       |        |
| 8  | 38   | Jo Bonnier                     | Maserati      | 48    | + 2 kör         | 16       |        |
| 9  | 32   | Gerino Gerini                  | Maserati      | 47    | + 3 kör         | 15       |        |
| 10 | 30   | Troy Ruttman                   | Maserati      | 45    | + 5 kör         | 18       |        |
| 11 | 20   | Roy Salvadori                  | Cooper-Climax | 37    | + 13 kör        | 14       |        |
| Ki | 16   | Harry Schell                   | BRM           | 41    | Túlhevülés      | 3        |        |
| Ki | 14   | Jean Behra                     | BRM           | 41    | Üzemanyagpumpa  | 9        |        |
| Ki | 12   | Stuart Lewis-Evans Tony Brooks | Vanwall       | 35    | Motor           | 10       |        |
| Ki | 24   | Graham Hill                    | Lotus-Climax  | 33    | Túlhevülés      | 19       |        |
| Ki | 40   | Paco Godia                     | Maserati      | 28    | Baleset         | 11       |        |
| Ki | 18   | Maurice Trintignant            | BRM           | 23    | Üzemanyagpumpa  | 7        |        |
| Ki | 10   | Tony Brooks                    | Vanwall       | 16    | Motor           | 5        |        |
| Ki | 2    | Luigi Musso                    | Ferrari       | 9     | Halálos baleset | 2        |        |
| Ki | 28   | Carroll Shelby                 | Maserati      | 9     | Motor           | 17       |        |
| Ki | 26   | Cliff Allison                  | Lotus-Climax  | 6     | Motor           | 20       |        |

## Statisztikák
Mike Hawthorn 3. győzelme, 2. pole-pozíciója, 4. leggyorsabb köre, egyetlen mesterhármasa.
- Ferrari 26. győzelme

Vezető helyen:
- Mike Hawthorn: 50 kör (1-50)

Juan Manuel Fangio ötszörös Formula–1-es világbajnok 52. és egyben utolsó versenye. R
Paco Godia és Luigi Musso utolsó futama.
Phil Hill első versenye.